# Margaret Philipse
Margaret Hardenbroeck o Margaret Hardenbroeck Philipse (c. 1637 - c. 1691) va ser una destacada comerciant a la província colonial de Nova York. Va heretar grans riqueses del seu primer marit després de la seva mort prematura, i posteriorment es va casar amb un altre comerciant i propietari, Frederick Philipse, que es va convertir en el 1r senyor de Philipse Manor.
Nascuda com a "Margareta", a la vall del Rin dels Països Baixos a Elberfield, era la filla d'Adolph Hardenbruk, un emigrant alemany que vivia a Nova Jersey a través de la colònia neerlandesa de Nova Amsterdam, juntament amb el seu germà major, Abel Hardenbroeck, que va venir com a servent indiscutible de la família Ten Eyck.
En 1659, Margaret Philipse i el seu marit mercant van emigrar d'Holanda als Nous Països Baixos, un territori holandès al litoral oriental d'Amèrica del Nord centrat a Nova Amsterdam (Manhattan). Tal com ho permet la llei holandesa, Margaret va triar mantenir el seu nom de soltera, Hardenbrook, per la qual es va fer actiu en negocis mercantils, representant de comerciants holandesos amb Nova Holanda. Quan el seu marit va morir el 1661, va assumir el control de la seva operació comercial i va comprar una nau de flotes. Es va casar amb Frederick Philipse en 1662. Dos anys més tard, Anglaterra es va fer amb Nova Holanda. Segons la legislació anglesa, les dones no podien tenir propietats ni participar en negocis sota els seus propis noms. A partir d'ara, les empreses comercials de Margaret es van dur a terme sota el nom de Frederick Philipse. treballant com a agent del seu cosí, Wolter Valck, un comerciant d'Amsterdam. Va comerciar patilles, olis de cocció i vinagre a canvi de pells.
El matrimoni de Margaret Hardenbroek amb el seu segon marit, Frederick Philipse, es va dur a terme sota la llei holandesa que permetia a les dones mantenir la seva identitat legal i fer negocis en el seu propi nom, anomenat usus. A més, va signar un acord prenupcial amb ell assegurant que la seva filla heretaria tota la riquesa del seu antic marit, juntament amb la totalitat o part d'ella i la seva juntes. Margaret Hardenbroek posseïa lots de casa a Manhattan i Bergen, i diversos vaixells incloent l'indi de Nova Holanda, Beaver, Pearl i Morning Star.
El 1664, els britànics van prendre el control de Nova Amsterdam i, sota les noves lleis dels britànics, molts dels seus drets van ser llevats. Encara que una empresària i comerciant consumada, com a dona, ja no era considerada legalment independent. No va poder comprar béns sota la seva pròpia autoritat o actuar com a agent legal. A més, tots els beneficis que havien fet els seus pròspers negocis ara eren legalment els del seu marit. Margaret Hardenbroeck va continuar dirigint els negocis i, amb la seva riquesa, el seu marit va poder ampliar les seves propietats i esdevenir un dels homes més rics de Nova York.
Junts, la parella va comprar moltes propietats i va ampliar les seves transaccions comercials transatlàntiques. Des del seu primer matrimoni, Margaret posseïa diversos vaixells, un d'ells el rei Carles. Va fer diversos viatges entre Europa i Amèrica sobre aquests com a supercargo responsable de totes les compres i vendes de béns. Entre les càrregues principals de Philipses es trobaven esclaus, considerats entre els més grans comerciants de l'esclavitud a les Colònies del nord, que també van utilitzar el treball esclau extensament en els seus negocis i el funcionament de la seva casa de 52.000 acres.
El 1698, tot i que durant molt de temps va ser membre del Consell Executiu del governador, el governador britànic, Lord Bellomont, va prohibir a Philipse de l'oficina del govern per realitzar un comerç d'esclaus a Nova York.